# ریو وورتادو
ریو وورتادو (به اسپانیایی: Río Hurtado) یک شهرستان در شیلی است که در استان لیماری واقع شده‌است. ریو وورتادو ۲٬۱۱۷٫۲ کیلومتر مربع مساحت و ۴٬۱۳۷ نفر جمعیت دارد و ۱٬۳۳۲ متر بالاتر از سطح دریا واقع شده‌است.